# 천주교서울대교구우리농본부
천주교서울대교구우리농본부는 농촌의 생산자와 도시의 생활자 사이의 연대를 통한 농업농촌회생에 기여 목적으로 설립된 사단법인이다. 2002년 6월 17일, 대한민국 농림축산식품부 소속 사단법인으로 취득되었다. 사무실은 서울특별시 중구 명동길 80 가톨릭회관 708호에 있다.

## 연혁
- 1994년 6월 29일 천주교 우리농촌살리기운동본부 창립(초대 상임본부장 오태순 신부 취임).

## 주요 사업
- 창조영성을 통한 생태적 가치관 확립
- 각종 교육을 통한 생명의 가치, 생명․공동체, 도․농 공생의 삶으로의 변화
- 교회 내 활동가 양성을 위한 교육확대와 이를 통한 본당 생활공동체 조직 활성화
- 다양한 도․농교류 활동 및 생명․공동체 운동을 통한 모범 공동체 사례 창출
- 도시와 농촌의 자매결연을 통한 우리농 마을 만들기
- 위의 목적을 위한 다양한 자료의 제작과 보급